# Dolmen de les Closes
El Dolmen de les Closes és un dolmen a la zona coneguda dels estanys dels Torlits al terme municipal de Sant Climent Sescebes, (Alt Empordà), inclòs a l'Inventari del Patrimoni Arqueològic i Paleontològic de Catalunya.
Actualment es troba en una propietat que és del Ministeri de Defensa. El dolmen està fet de pedra granítica i està enrunat.

## Descripció
Es tracta d'un dolmen, possiblement una galeria catalana o dolmen simple del Neolític final, bastit en terreny pla amb pedra local de granit. Jaume Boix el mostrà l'any 1979 a membres del GESEART. La cambra és rectangular curta amb tres lloses i coberta. No s'ha observat restes d'enllosat. Les seves dimensions internes són 2 metres de longitud per 1,4 metres d'amplada i 1,03 metres d'alçada. No s'ha conservat cap indici de l'accés a la cambra, però si es tractés d'una galeria catalana seria a través d'un passadís ample. Si es tracta, realment, d'un dolmen simple el seu accés seria a través d'una finestra-porta (cambra pirinenca) o bé a través d'un vestíbul-pou (arca).
El túmul és circular, d'uns 7 o 8 metres de diàmetre, fet amb reompliment de pedregar i terra. S'observen restes de la base (grans blocs) d'un mur de pedra seca, que formaria l'anell exterior de contenció.
A la cara externa de la coberta, de granit, a tocar l'angle nord-est, hi ha un motiu antropomorf de 95 cm de llarg per 21 cm d'amplada. Està format per un regueró en doble corba, que comença (al nord) per una cassoleta, segueix amb un primer cruciforme (amb cassoleta a l'extrem superior), continua amb un segon cruciforme (format per quatre cassoletes unides), presenta més avall dues cassoletes aïllades a banda i banda i acaba amb un tercer cruciforme (amb cassoleta a l'extrem inferior).
Com que el tipus arquitectònic és indeterminat entre els sepulcres megalítics de l'Alt Empordà-Rosselló, només se'l pot situar en el III mil·lenni aC.